# Андре Міятович
Андре Міятович (хорв. Andre Mijatović, нар. 3 грудня 1979, Рієка) — хорватський футболіст, що грав на позиції захисника.
Виступав, зокрема, за клуб «Рієка», а також молодіжну збірну Хорватії.

## Клубна кар'єра
У дорослому футболі дебютував 1988 року виступами за команду клубу «Рієка», в якій провів п'ять сезонів, взявши участь у 122 матчах чемпіонату. 
Згодом з 2003 по 2012 рік грав у складі команд клубів «Динамо» (Загреб), «Гройтер», «Армінія» (Білефельд) та «Герта».
Завершив професійну ігрову кар'єру у клубі «Інгольштадт 04», за команду якого виступав протягом 2012—2015 років.

## Виступи за збірну
Протягом 1999–2001 років залучався до складу молодіжної збірної Хорватії. На молодіжному рівні зіграв у 10 офіційних матчах.

## Титули та досягнення
- Володар Кубка Хорватії (1):

«Динамо» (Загреб): 2003-04
- Володар Суперкубка Хорватії (1):

«Динамо» (Загреб): 2003